# Liste des monuments historiques de Valence
Cet article recense les monuments historiques de Valence, dans le département de la Drôme, en France.

## Liste
| Monument | Adresse                          | Coordonnées                      | Notice         | Protection             | Date      | Illustration |
| --- | -------------------------------- | -------------------------------- | -------------- | ---------------------- | --------- | --- |
| Chapelle des Cordeliers                                                                                           | 2, Rue André-Lacroix             | 44° 56′ 06″ nord, 4° 53′ 31″ est | « PA00117086 » | Inscription Classement | 1983      | Chapelle des Cordeliers                                                                                           |
| Hôtel des Ponts-et-Chaussées                                                                                      | 29, Côtes des Chapeliers         | 44° 56′ 03″ nord, 4° 53′ 27″ est | « PA00117089 » | Inscription            | 1983      | Image manquante Téléverser                                                                                        |
| Hôtel de ville de Valence                                                                                         | 1 place de la Liberté            | 44° 55′ 41″ nord, 4° 53′ 22″ est | « PA26000034 » | Inscription            | 2018      | Hôtel de ville de Valence                                                                                         |
| Gare de Valence-Ville                                                                                             | 38, Rue Denis-Papin              | 44° 55′ 41″ nord, 4° 53′ 36″ est | « PA00117088 » | Inscription            | 1982      | Gare de Valence-Ville                                                                                             |
| Hôtel de Pampelonne (ancien)                                                                                      | 31, Grande Rue ; 4, Rue Briffaut | 44° 55′ 58″ nord, 4° 53′ 29″ est | « PA00117091 » | Inscription            | 1981      | Image manquante Téléverser                                                                                        |
| Maison des Têtes                                                                                                  | 57, Grande Rue                   | 44° 55′ 55″ nord, 4° 53′ 27″ est | « PA00117093 » | Classement             | 1944      | Maison des Têtes                                                                                                  |
| Ancienne chapelle des Capucins, dépendant actuellement de la Direction Départementale de l'Équipement de la Drôme | 4, Place Laënnec                 | 44° 56′ 09″ nord, 4° 53′ 23″ est | « PA26000003 » | Inscription            | 1997      | Ancienne chapelle des Capucins, dépendant actuellement de la Direction Départementale de l'Équipement de la Drôme |
| Clos Genest : villa des Cigales et villa Margot                                                                   | 51-57, Rue des Moulins           | 44° 55′ 28″ nord, 4° 54′ 06″ est | « PA26000004 » | Inscription            | 1997      | Clos Genest : villa des Cigales et villa Margot                                                                   |
| Maison Dupré-Latour                                                                                               | 7, Rue Pérollerie                | 44° 55′ 56″ nord, 4° 53′ 24″ est | « PA00117092 » | Inscription Classement | 1926 1927 | Maison Dupré-Latour                                                                                               |
| Église Saint-Jean-Baptiste                                                                                        | Place Saint-Jean                 | 44° 56′ 03″ nord, 4° 53′ 30″ est | « PA00117087 » | Inscription            | 1978      | Église Saint-Jean-Baptiste                                                                                        |
| Abbaye Notre-Dame de Soyons et porte de l’arsenal                                                                 | Rue Saint-Martin                 | 44° 55′ 59″ nord, 4° 53′ 17″ est | « PA00117084 » | Inscription            | 1926      | Abbaye Notre-Dame de Soyons et porte de l’arsenal                                                                 |
| Domaine de Valensolles                                                                                            | 32-34, Avenue de Valensolles     | 44° 55′ 02″ nord, 4° 52′ 53″ est | « PA26000020 » | Inscription            | 2007      | Domaine de Valensolles                                                                                            |
| Abbaye Saint-Ruf de Valence                                                                                       | 23, Rue Ambroise Paré            | 44° 56′ 02″ nord, 4° 53′ 22″ est | « PA00117095 » | Inscription Classement | 1999 1921 | Abbaye Saint-Ruf de Valence                                                                                       |
| Abbaye de Saint-Ruf-hors-les-Murs                                                                                 | Avenue de Provence               | 44° 55′ 40″ nord, 4° 52′ 58″ est | « PA26000030 » | Inscription            | 2014      | Image manquante Téléverser                                                                                        |
| Pendentif de Valence                                                                                              | 1, Place du Pendentif            | 44° 55′ 55″ nord, 4° 53′ 23″ est | « PA00117094 » | Classement             | 1840      | Pendentif de Valence                                                                                              |
| Kiosque Peynet | 1, Avenue du Champ de Mars       | 44° 55′ 45″ nord, 4° 53′ 19″ est | « PA00117090 » | Classement             | 1982      | Kiosque Peynet |
| Domaine de Murat-Fontlozier                                                                                       | Chemin du Bois-de-Murat          | 44° 54′ 28″ nord, 4° 53′ 20″ est | « PA26000033 » | Inscription            | 2016      | Image manquante Téléverser                                                                                        |
| Cathédrale Saint-Apollinaire                                                                                      | Place des Ormeaux                | 44° 55′ 54″ nord, 4° 53′ 23″ est | « PA00117085 » | Classement             | 1862      | Cathédrale Saint-Apollinaire                                                                                      |
| Monument aux morts de Valence                                                                                     |                                  | 44° 55′ 51″ nord, 4° 53′ 10″ est | « PA26000036 » | Inscrit                | 2019      | Image manquante Téléverser                                                                                        |